# Sisowath Monipong
Sisowath Monipong (ព្រះអង្គម្ចាស់ ស៊ីសុវត្ថិ មុនីពង្ស), né le 20 août 1912 à Phnom Penh et mort le 31 août 1956 à Paris 7e, est le second fils du roi du Cambodge Sisowath Monivong et de la reine Norodom Kanviman Norleak Tevi. Il a joué un rôle politique après la Seconde Guerre mondiale.

## Biographie
Il commence ses études au Cambodge, avant d'être envoyé en France, à Grasse puis à Nice, à partir de 1927, sous la tutelle du gouverneur Baudoin. Rentré au Cambodge en 1930, il passe une année au monastère de la fondation royale du Vatt Botum Vaddey à Phnom Penh.
Après avoir quitté la robe monacale, le prince repart pour la France où il entre à l'École spéciale militaire de Saint-Cyr. En 1939, il rejoint l'armée de l'air française et participe aux opérations jusqu'à la débâcle de 1940. Après la mort de son père le roi Monivong le 23 avril 1941, c'est son neveu, le roi Norodom Sihanouk, qui lui confère le titre de « Preah Ang Krom Luong » le 2 mai 1941.
Le prince Sisowath Monipong participe alors activement à la vie politique du Cambodge. Il est nommé délégué royal à l'hygiène, aux sports et à l'économie nationale, puis en 1946, devient ministre de l'éducation nationale dans le gouvernement présidé par son frère aîné, Samdech Krom Preah Sisowath Monireth. En mai 1949, il est directeur général des services du Palais royal et, en novembre de la même année, représente le Cambodge à Paris pour la signature du premier traité franco-khmer. Enfin, il est président du Conseil des ministres du 1er juin 1950 au 3 mars 1951.

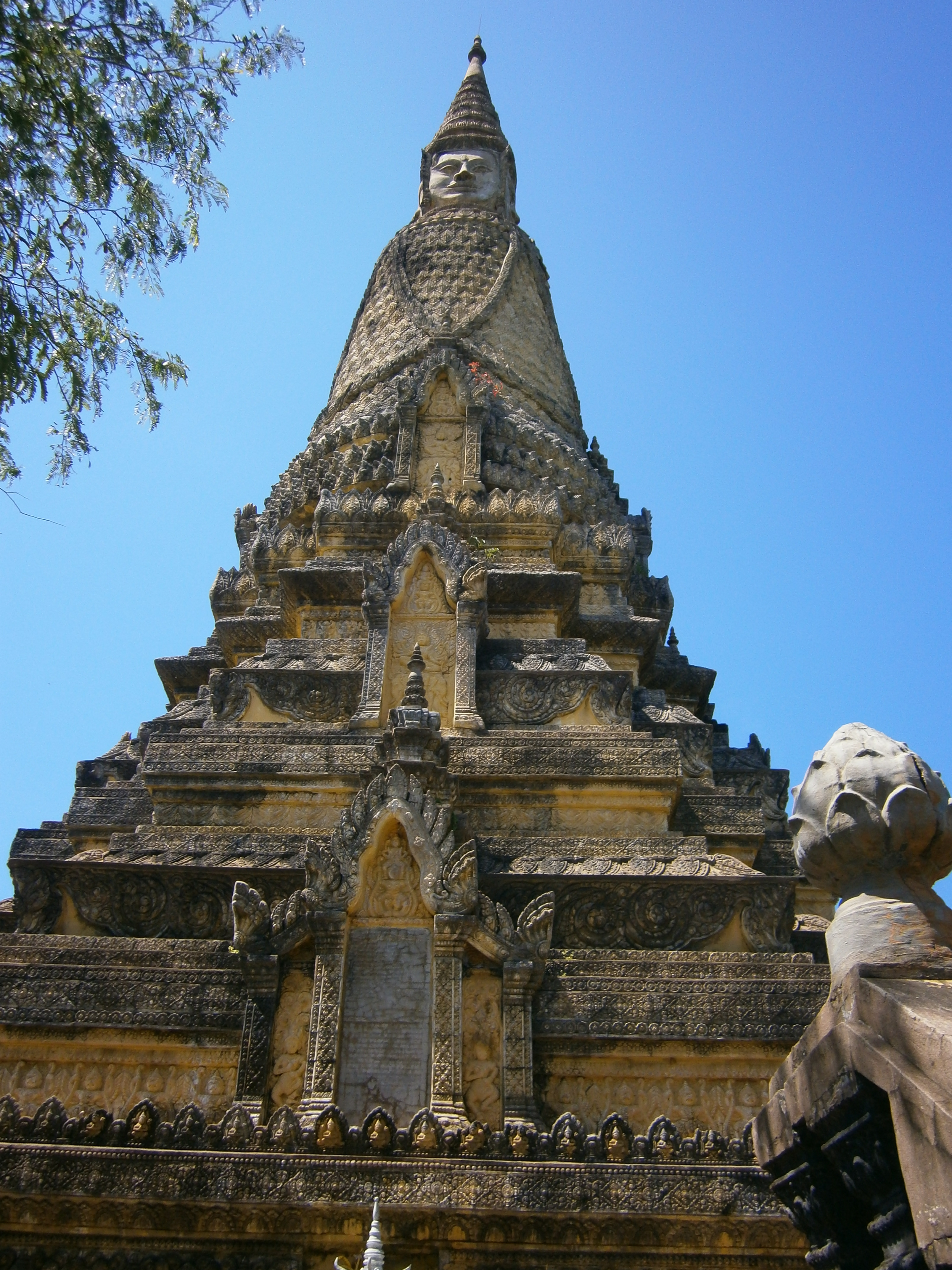
Les cendres du prince Sisowath Monipong reposent dans le même stupa que celles de son père Sisowath Monivong à Oudong.

En 1955, après l'abdication du roi Norodom Sihanouk et l'accession au trône du roi Norodom Suramarit et de la reine Sisowath Kossamak Nearireth Serey Vatthana, sa sœur aînée, le prince Sisowath Monipong est nommé haut-commissaire du royaume du Cambodge en France où il meurt d'une crise cardiaque le 31 août 1956, à l'âge de 44 ans. Sa dépouille est ramenée au Cambodge et reçoit des funérailles nationales selon la tradition de la famille royale khmère. Ses cendres sont déposées par son fils aîné, le prince Sisowath Samyl Monipong dans le Stupa du roi Sisowath Monivong, sur la colline sacrée du Phnom Preah Reach Troap à Oudong.

## Vie privée
Le prince Sisowath Monipong se marie cinq fois et a treize enfants :
- de son union avec Neak Moneang Andrée Lambert :
  - le prince Sisowath Samyl Monipong (11 avril 1941)

- de son union avec Neak Moneang Phit Sopheak Samosan Chhomya :
  - la princesse Sisowath Pongsirya (23 février 1942-1975)
  - le prince Sisowath Monisisowath (20 janvier 1943-1975)
  - la princesse Sisowath Moniringsy (6 février 1944)

- de son union avec Mam Duong Monirak Ous :
  - la princesse Sisowath Lysa (20 novembre 1942-1975)

- de son union avec Neak Moneang Son Sunneary :
  - la princesse Sisowath Sovethvong (17 septembre 1945-1994)
  - la princesse Sisowath Pongneary (29 mai 1947)
  - la princesse Sisowath Monisophea (1er juin 1949-1975)
  - le prince Sisowath Duong Daravong (10 août 1950-1974)

- de son union avec Neak Moneang Chan Sorey :
  - le prince Sisowath Reymoni (23 juin 1952 - 1975)
  - la princesse Sisowath Siviman (8 mai 1953 - 1975)
  - la princesse Sisowath Phuong Nara Sylvia (9 novembre 1954)
  - la princesse Sisowath Ponnirath (25 septembre 1956 - 1975)